# Potamonautes idjiwiensis
Potamonautes idjiwiensis là một loài động vật giáp xác thuộc họ Potamonautidae. Đây là loài đặc hữu của Cộng hòa Dân chủ Congo. Môi trường sống tự nhiên của chúng là hồ nước ngọt.